# PAT-Miroir
Pour les articles homonymes, voir PAT.
PAT-Miroir© est une méthode d'animation d'équipe et de gestion de projets complexes développée par l'université de technologie de Compiègne. La marque a été déposée en 1992. Aujourd'hui, cette méthode est déployée par le cabinet de conseil COOPREX International.
Cette méthode peut s'appliquer :
- à la gestion du changement dans l'entreprise ;
- à la conception de produits ;
- à la prévention ou gestion de conflits.

## Principes
PAT est l'acronyme de « peurs, attraits, tentations » :
- peurs suscitées par la coopération : les peurs d'une personne permettent d'identifier des dangers potentiels, des sources de blocage, elles permettent de définir les précautions à prendre ;
- attrait de la coopération : les attraits sont l'expression des intérêts d'une personne, ils permettent de définir des objectifs ;
- tentation de trahir : les tentations sont des sources de comportement opportunistes, ils mènent à la définition de règles de comportement.

Le terme « miroir » fait référence au fait qu'une personne est réticente à exprimer ses PAT ; la méthode consiste donc à lui demander de prendre la place d'un collègue et d'imaginer les PAT relatifs à son poste.
La méthode est une modélisation du dilemme du prisonnier.
La mise en œuvre de la méthode comporte une phase de récolte des informations, puis une phase d'exploitation à l'aide d'un logiciel PAT-Miroir créé par la société Interactive basée à Compiègne et déployé depuis mai 2012 par la société Cooprex International.